# Hakob Meghapart

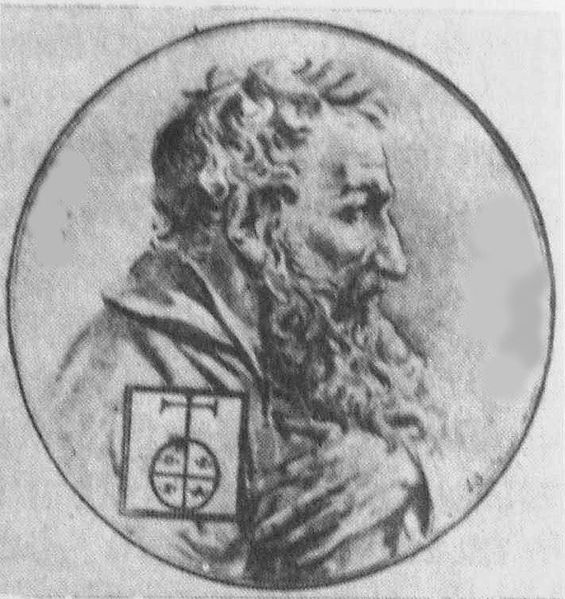
Hakob Meghapart

Hakob Meghapart (armenisch Հակոբ Մեղապարտ, russisch Акоп Мегапарт; * 15. Jahrh.; † 16. Jahrh.) war der erste armenische Buchdrucker.
Meghapart betrieb eine Druckerei in Venedig und hatte eine eigene Druckermarke. 1512 druckte er das erste Buch in altarmenischer Sprache Urbatagirk (Freitagsbuch) mit 124 schwarz und rot bedruckten Seiten (62 Blätter). Es enthält Behandlungen und Gebete für Kranke, Mythen und auch lange Zitate aus Gregor von Nareks Buch der Klagelieder. Exemplare befinden sich in der Armenischen Nationalbibliothek und im Kloster der Mechitaristen auf der Insel San Lazzaro degli Armeni bei Venedig.

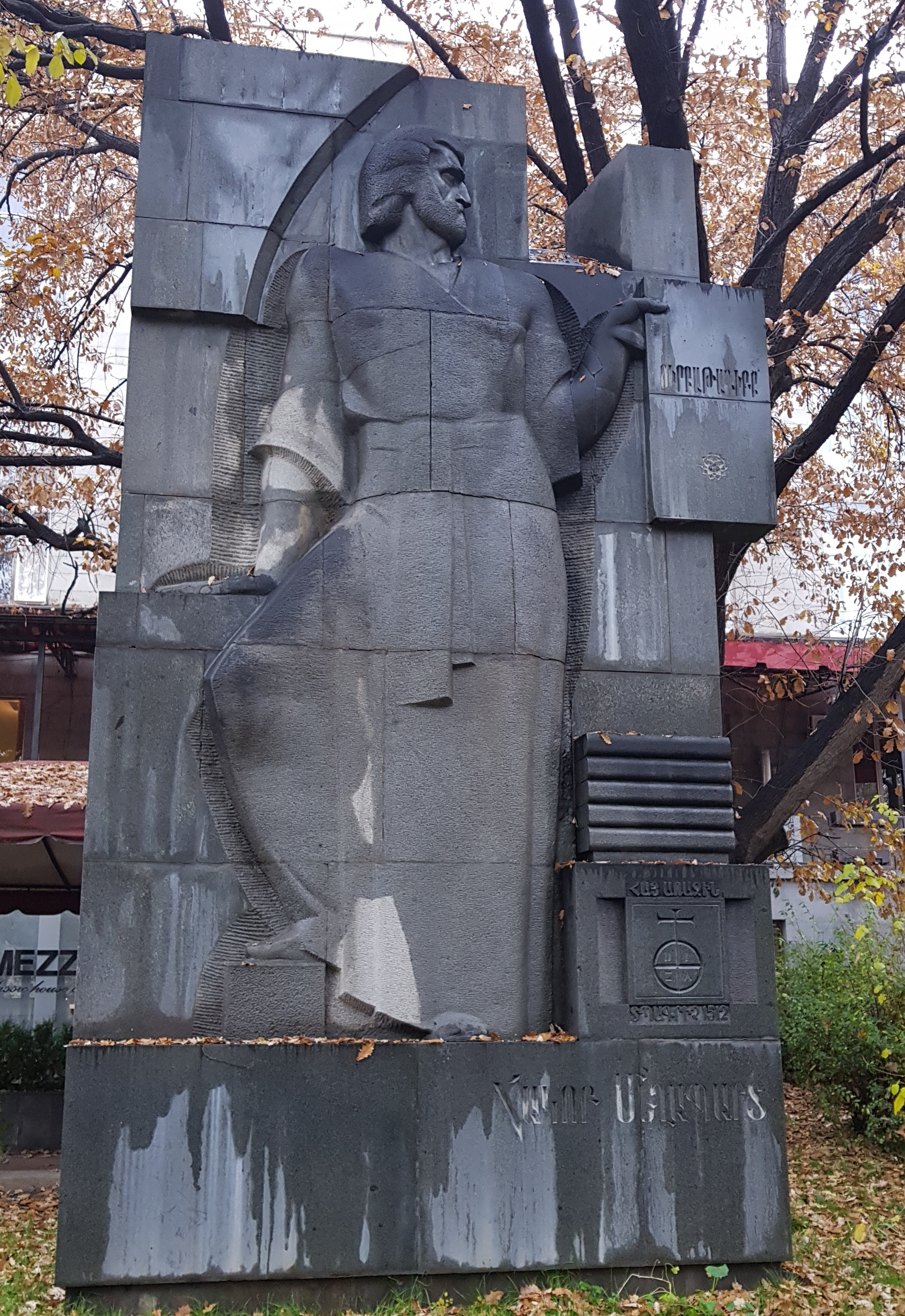
Meghapart-Monumentaldenkmal, Jerewan

1513 gab Meghapart weitere Bücher heraus:  Pataragatetr , Aghtark mit astronomischen Vorhersagen, Parsatumar mit Synaxarion und Heiligen-Hagiographien.
Von besonderem Interesse ist das Liederbuch Tagharan mit Liedern der mittelalterlichen Dichter Howhannes Tlkuranzi, Frik, Mkrtitsch Naghasch u. a. und 137 Rätselgedichten Nerses IV. Schnorhalis.
1958 schuf Grigor Aharonjan ein Denkmal für Meghapart für das Matenadaran in Jerewan. Chatschatur Iskandarjans Monumentaldenkmal Meghaparts wurde 1987  in Jerewan aufgestellt.

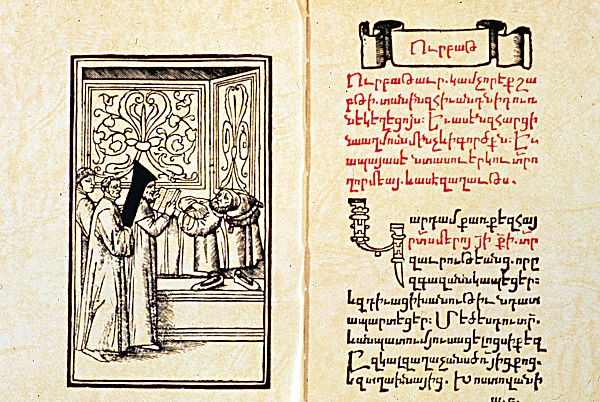
Urbatagirk
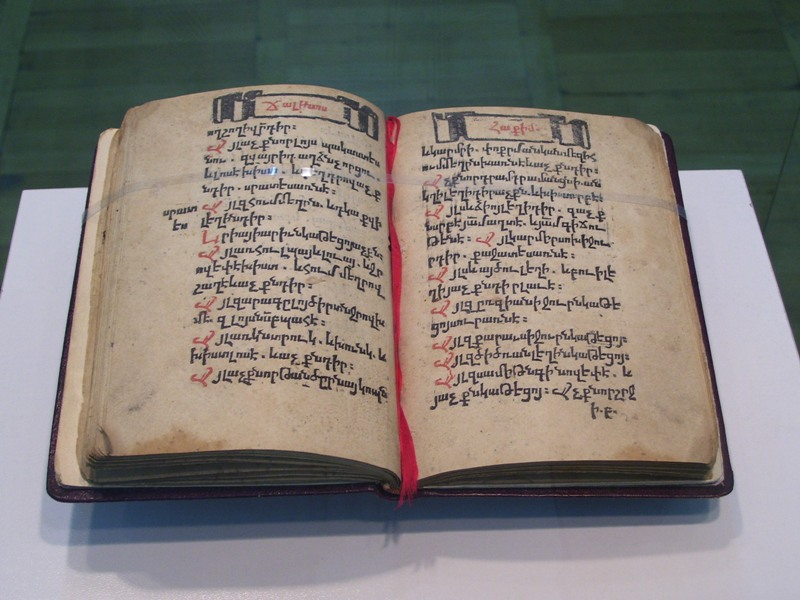
Aghtark
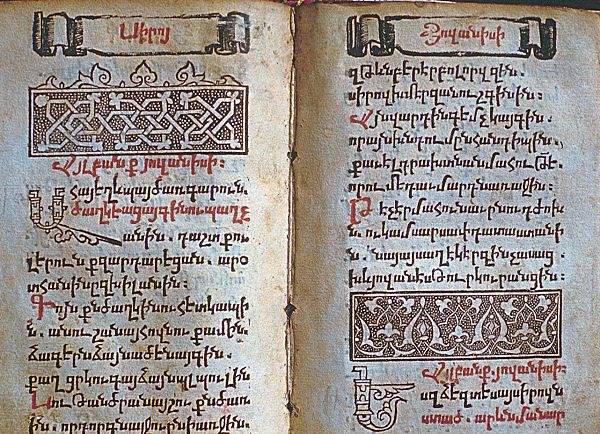
Tagharan
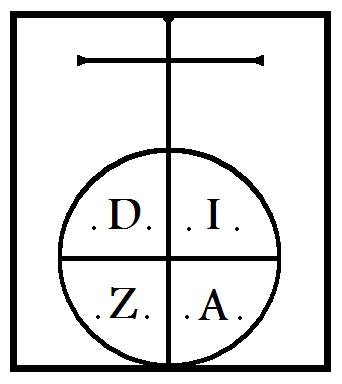
Meghaparts Druckermarke